# El Bondotal
El Bondotal är en ort i Mexiko.   Den ligger i kommunen Ezequiel Montes och delstaten Querétaro Arteaga, i den centrala delen av landet, 150 km nordväst om huvudstaden Mexico City. El Bondotal ligger 2 041 meter över havet och antalet invånare är 302.
Terrängen runt El Bondotal är huvudsakligen kuperad, men åt nordväst är den platt. Runt El Bondotal är det ganska tätbefolkat, med 58 invånare per kvadratkilometer. Närmaste större samhälle är Tequisquiapan, 13,0 km sydväst om El Bondotal. Trakten runt El Bondotal består i huvudsak av gräsmarker.